# 安迪·澤齊利
安迪·澤齊利（德語：Andi Zeqiri；1999年6月22日—），瑞士足球運動員，現效力於比甲球會亨克，瑞士國家足球隊成員，司職前鋒。

## 俱樂部生涯
在一場意大利U19八強戰中，由法比奧·格羅索帶領的尤文圖斯U19青年隊憑借安迪·澤齊利在上半場的入球，1:0淘汰了桑普多利亞U19青年隊，進入四強。
英超球隊白禮頓在2020年10月以350萬英鎊的價格從瑞士超級聯賽球隊洛桑體育簽下澤齊利，為期4年，直到2024年。
德甲球隊奧格斯堡官方宣佈，從英超球隊白禮頓租借瑞士前鋒澤齊利，租借期限為一年。

## 國家隊生涯
澤齊利在歐洲U-21足球錦標賽中幫助瑞士U21在對陣英格蘭U21的比賽中全取三分。

## 外部連結
- 安迪·澤齊利在Transfermarkt上的资料
- Soccerway資料庫：安迪·澤齊利